# Теорема Линдемана — Вейерштрасса
Теорема Линдемана — Вейерштрасса, являющаяся обобщением теоремы Линдемана, доказывает трансцендентность большого класса чисел. Теорема утверждает следующее:
| Если {\displaystyle \alpha _{1},\alpha _{2},\dots \alpha _{n}} — различные алгебраические числа, линейно независимые над {\displaystyle \mathbb {Q} }, то {\displaystyle e^{\alpha _{1}},e^{\alpha _{2}},\dots e^{\alpha _{n}}} являются алгебраически независимыми над {\displaystyle \mathbb {Q} }, то есть, степень трансцендентности расширения {\displaystyle \mathbb {Q} (e^{\alpha _{1}},e^{\alpha _{2}},\dots e^{\alpha _{n}})} равна {\displaystyle n} |

Часто используется другая эквивалентная формулировка:
| Для любых различных алгебраических чисел {\displaystyle \alpha _{1},\alpha _{2},\dots \alpha _{n}} числа {\displaystyle e^{\alpha _{1}},e^{\alpha _{2}},\dots e^{\alpha _{n}}} являются линейно независимыми над полем алгебраических чисел {\displaystyle {\overline {\mathbb {Q} }}}. |

## История
В 1882 году Линдеман доказал, что {\displaystyle e^{\alpha }} трансцендентно для любого ненулевого алгебраического {\displaystyle \alpha }, а в 1885 году Карл Вейерштрасс доказал более общее утверждение, приведённое выше.
Из теоремы Линдемана — Вейерштрасса легко следует трансцендентность чисел e и π.

## Доказательство трансцендентностиπ
Применим метод доказательства от противного. Предположим, число {\displaystyle \pi } является алгебраическим. Тогда число {\displaystyle i\pi }, где {\displaystyle i} — мнимая единица, также алгебраично, следовательно, по теореме Линдемана — Вейерштрасса число {\displaystyle e^{i\pi }} трансцендентно, однако согласно тождеству Эйлера оно равно алгебраическому числу {\displaystyle -1}, что вызывает противоречие. Следовательно, число {\displaystyle \pi } трансцендентно.